# Legend Fighting Championship 7
Legend Fighting Championship 7（レジェンド・ファイティング・チャンピオンシップ・セブン）は、中国の総合格闘技団体「LFC」の大会の一つ。2012年2月11日、マカオのシティ・オブ・ドリーム内グランドハイアット・マカオで開催された。

## 大会概要
本大会ではウェルター級とバンタム級のタイトルマッチが組まれた。
キャリア10戦全勝のジュマヴィエク・トルスン、6戦全勝のジー・シャンがLFCデビュー。

## 試合結果
| 試合 | 階級                        | 勝者                                | 敗者                        | 試合結果                            |
| ---- | --------------------------- | ----------------------------------- | --------------------------- | ----------------------------------- |
| 1    | バンタム級                  | オーグスチン・デラルミーノJr        | スン・ミンエン              | 1R 0:44 TKO                         |
| 2    | フェザー級                  | マーク・ストライグル                | イブ・タン                  | 1R 3:51 TKO（リアネイキドチョーク） |
| 3    | ライト級                    | 安藤晃司                            | ダミアン・ブラウン          | 1R 2:27 三角絞め                    |
| 4    | バンタム級                  | マイケル・モーティマー              | 中原太陽                    | 1R 4:24 失格（後頭部へのパンチ）    |
| 5    | フェザー級                  | ジー・シャン                        | レオナルド・デラルミーノ    | 1R 4:52 リアネイキドチョーク        |
| 6    | ウェルター級                | ウォン・サイ                        | ギャレス・イーリー          | 2R終了時 TKO                        |
| 7    | ミドル級                    | ヤン・ヘジュン                      | 辰巳豪人                    | 1R 3:35 TKO                         |
| 8    | ミドル級                    | リュウ・ウェンボー                  | マット・ケイン              | 1R 4:37 リアネイキドチョーク        |
| 9    | バンタム級 タイトルマッチ   | ジュマヴィエク・トルスン （挑戦者） | ヤオ・ホンガン （王者）     | 3R終了 判定2-1                      |
| 10   | ウェルター級 タイトルマッチ | ペ・ミョンホ （王者）               | リー・ジンリャン （挑戦者） | 3R終了 判定3-0                      |